# Quarona
Quarona är en ort och kommun i provinsen Vercelli i regionen Piemonte, Italien. Kommunen hade 4 001 invånare (2018).